# Torsåkers kyrka, Södermanland
Torsåkers kyrka är en kyrkobyggnad i Torsåker i Gnesta kommun. Den tillhör Frustuna församling i Strängnäs stift.

## Kyrkobyggnaden
Kyrkan består av ett ovanligt långt långhus med ett åttakantigt högkor i öster, en stor sakristia i norr, ett vapenhus framför sydportalen och ett torn i väster. Stora delar av långhuset och tornets nedre del är rester från en romansk kyrka från 1100-talet eller början av 1200-tal. I slutet av 1200-talet eller början av 1300-talet fick kyrkan ett nytt, rakslutet korparti, lika brett som långhuset. Vapenhuset i reveterat trä är tidigast från början av 1600-talet.
Georg Bernhard von Scheven, som ägde herrgården Sörby i socknen, lät omkring 1730 bygga sig ett gravkor öster om korpartiet, som även byggdes om vid denna tid. Detta gravkor ger med sina lisener och blindfönster kyrkans exteriör sin prägel, och används nu som högkor. Ännu ett gravkor anlades vid samma tid under tornet. Detta gravkor markeras exteriört med en frontongavel med en nedgång som i dag är igenmurad. Sakristian byggdes åren 1773–1774; möjligen återanvändes vid tillbyggnaden murar från en äldre sakristia.
Tornet har byggts om i flera etapper. Troligtvis påmurades tornet, som tidigare endast varit påbörjat, under 1200- eller 1300-talet. På 1730-talet omtalas att von Scheven lät "uppbygga det förfallna kyrkotornet". Tornhuven är enkel, och har antagligen fått sin nuvarande utformning efter en brand 1779.

## Inventarier

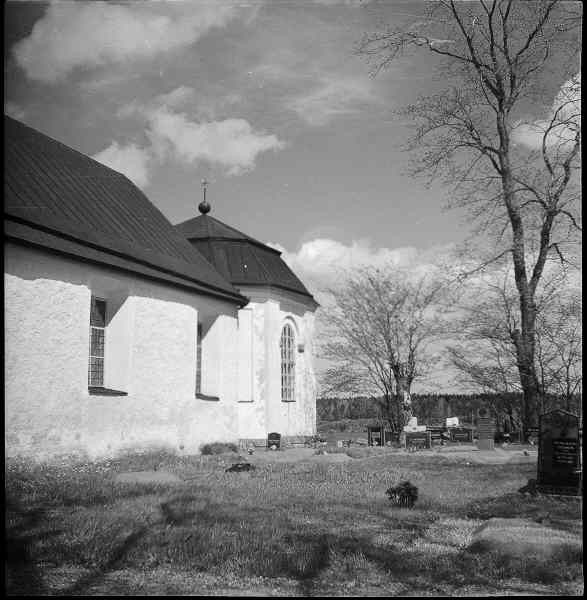
Högkoret och del av långhuset mot sydväst, fotograferade 1944 av Ivar Schnell.

Kyrkbänkarna härstammar delvis från 1615 och är Södermanlands äldsta bevarade. Altartavlan, predikstolen och delar av bänkinredningen donerades av von Scheven i anslutningen till ombyggnaden på 1730-talet. Altartavlan är målad av Georg Engelhard Schröder 1732.

### Orgel
- 1769 byggde Jacob Westervik, Stockholm en orgel med 5 stämmor. Skänkt av kommerseråd Eric Skjöldebrand och kostade 3600 daler.[2]

| Manual       |
| Gedackt 8´   |
| Principal 4' |
| Qvinta 3'    |
| Oktava 2'    |
| Trumpet 8'   |

- Den nuvarande orgeln är byggd 1885 av E. A. Setterquist & Son, Örebro och är en mekanisk orgel. Den har ett tonomfång på 54/25. Orgeln kostade 3 400 kr. i dåtidens valutavärde. Den blev besiktigad 24 oktober 1885 av musikdirektör Wilhelm Heintze, Stockholm, som aproberade den. Söndagen 1 november 1885 blev orgeln invigd.[3] Orgeln är bevarad i originalskick.

| Manual          | Pedal   | Koppel      |  |
| Borduna 16’ B/D | Bihängd | Man 4'/Man. |  |
| Principal 8'    |         |             |  |
| Gedackt 8'      |         |             |  |
| Fugara 8'       |         |             |  |
| Octava 4'       |         |             |  |
| Flöjt 4'        |         |             |  |
| Trumpet 8'      |         |             |  |